# Claude Bertaud de la Vaure
Pour les articles homonymes, voir Claude Bertaud et Bertaud.
Claude Bertaud, né à Lyon le 30 mai 1681 et mort dans cette ville le 8 août 1748, est un architecte français.

## Biographie
Claude Bertaud naît et meurt à l’Hôtel de Ville de Lyon où il réside.
Son père, Paul Bertaud, est voyer de la Ville de Lyon. Sa mère, Louise Balley, veuve de Louis Blanchet, est la belle-sœur de Thomas Blanchet. Son acte de baptême est inscrit le 31 mai 1681 dans les registres de la paroisse Saint-Pierre Saint-Saturnin, à Lyon.
Claude est nommé voyer de la ville de Lyon, le 22 novembre 1708, il succède à son père Paul Bertaud qui démissionne le même jour.
Il exerce cette fonction de 1708 à 1748. Après sa mort, son fils Gaspard-Louis Bertaud, lui succède à son tour. Ayant obtenu la survivance de cette charge pour son fils, il l'a fait instruire en vue de cette emploi. 
En 1708, il exerce comme "voyer de la ville de Lyon". Le 19 avril 1715, il ajoute à cette charge le titre d’« ingénieur et commis à la voirie ». Le 21 avril 1716, il est « ingénieur et architecte de la ville ».
Il est ingénieur et intendant des fortifications du Lyonnais et de Bresse. 
Il est Conseiller à la Cour des monnaies.
La famille de Claude Bertaud possèda les seigneuries de Taluyers, la Vaure, Prapin et Rougefer.
Il est mort le 7 août 1748, à l'Hôtel de Ville de Lyon. 

## Ses réalisations
En 1714 : Il présente le plan de la place Louis-Le-Grand, actuellement place Bellecour à Lyon
En 1722 : Il conçoit les plans et devis du Grenier d’abondance qui sera achevé en 1728.
En 1729 : Claude Bertaud achète un terrain sur le rempart d’Ainay. En 1730, il y construit un bel hôtel particulier,composé d'un bâtiment de trois étages, d'un jardin et d'une orangerie , pour en faire sa demeure. « On trouve à l’extrémité de la rue, au coin du Rempart, la Maison que Mr. Bertaud, Voyer de la Ville a fait élever dans une heureuse situation ; les dedans en sont mieux décorés que le dehors, & le Vestibule & le Salon sont deux pièces qui méritent d’être vues.» écrit André Clapasson, dans sa Description de la ville de Lyon, 1741.
Le bâtiment est réquisitionné par le Consulat en 1745. Il le loue au gouverneur de Lyon, Louis François Anne de Neufville de Villeroy. Il devient l’hôtel du Gouvernement ou « Hôtel de Villeroy » en 1746. Cette maison abrite actuellement le Musée des tissus au no 34, rue de la Charité.
En 1737 : Claude Bertaud dessine les plans du quai du Rhône, du bastion Saint-Clair au pont de la Guillotière.